# Lakušija
Lakušija je naselje u Republici Hrvatskoj u Požeško-slavonskoj županiji, u sastavu grada Pleternice.

## Zemljopis
Lakušija je smještena oko 6 km sjeverno od Pleternice,  susjedna naselja su Trapari na zapadu, Gradac na jugu, te Sesvete na istoku .

## Stanovništvo
Prema popisu stanovništva iz 2011. godine Lakušija je imala 78 stanovnika.
| broj stanovnika | 79    | 101   | 109   | 104   | 112   | 153   | 170   | 180   | 172   | 172   | 160   | 135   | 122   | 95    | 90    | 78    | 63    |
|                 | 1857. | 1869. | 1880. | 1890. | 1900. | 1910. | 1921. | 1931. | 1948. | 1953. | 1961. | 1971. | 1981. | 1991. | 2001. | 2011. | 2021. |